# Bertha von Sayn
Bertha von Sayn († 10. Juni 1442 in Kaufungen) war von 1399 bis zu ihrem Tod Äbtissin des Frauenstifts Kaufungen im nordhessischen Kaufungen.
Sie war eine Tochter des Grafen Johann III. von Sponheim, Graf zu Sayn (1360–1409), und dessen Ehefrau Adelheid von Westerburg.
Nach dem Tod ihrer Amtsvorgängerin Margarethe von Stein im Jahre 1399 wurde sie von dem kleinen Konvent des Stifts zur neuen Äbtissin gewählt. Sie sah sich bei ihrem Amtsantritt mit einem wirtschaftlich schwachen und mit seit 1391 andauernden Arbeiten zur Wiederherstellung der bei einem Großbrand im Februar 1388 teilweise zerstörten Stiftskirche und Stiftsgebäude konfrontiert. Angesichts der hohen anfallenden Kosten ließ sie zunächst die Bauarbeiten unterbrechen und entließ bald darauf (1400) auch den ausführenden Baumeister. Wohl erst um 1407 ließ sie dann die Seitenschiffe der Kirche mit neuen Maßwerkfenstern versehen. Nachdem sie 1409 einen Ablassbrief zugunsten der Kirchenrestaurierung erwirkt hatte, gingen auch die wichtigsten Arbeiten wieder voran, und 1416 erhielt endlich auch das südliche Querhaus ein neues Dach. Der Geldmangel blieb jedoch drückend. 1420 konnte ein neuer Ablass erlangt werden, und im Jahre 1422 wurden die meisten Fenster und Türen erneuert und die Seitenschiffwände im gotischen Stil erhöht. 1423 gelang es, 2/3 der Einnahmen und Ausgaben der dem Stift inkorporierten Pfarrkirche St. Martinus in Lay bei Koblenz zu erlangen. Bereits 1440 ging diese Einnahmequelle jedoch endgültig an das Stift Münstermaifeld verloren.
Bertha von Sayn starb nach 42 Amtsjahren am 10. Juni 1442. Ihre Grabplatte befindet sich in der Südwand des Chors in der Stiftskirche in Kaufungen. Ihre Nachfolgerin war Elisabeth von Waldeck.